# Bill Curley
Pour les articles homonymes, voir Curley (homonymie).
William Michael « Bill » Curley, né le 29 mai 1972 à Boston dans le Massachusetts, est un ancien joueur américain de basket-ball. Il évoluait au poste d'ailier fort.